# Dow Jones Sustainability Index

Das Logo des Sustainability Index

Die Dow Jones Sustainability Indexes (kurz DJSI, deutsch: Dow Jones Nachhaltigkeits-Indizes) sind eine Familie von Aktienindizes, welche neben ökonomischen auch ökologische und soziale Kriterien berücksichtigen. Damit heben sich die DJSI sowohl von klassischen Aktienindizes als auch von rein ökologieorientierten Indizes ab. Die Dow Jones Sustainability Indexes sind ein Kooperationsprojekt des Dow Jones Verlagshauses und des Zürcher Unternehmens Sustainable Asset Management (SAM). Unterteilt sind die DJSI in globale (DJSI-World), europäische (DJSI Europe) und nordamerikanische (DJSI North America) Index-Gruppen. Aus den bereits bestehenden Indizes versucht SAM durch Auswahl anhand von Positivkriterien die nachhaltigsten Unternehmen in den Index aufzunehmen. Für die gewerbliche Nutzung der DJS-Indexes müssen Lizenzen erworben werden. Seit der Einführung im Jahr 1999 wurden über 70 Lizenzen an Finanzunternehmen aus 18 unterschiedlichen Ländern verkauft. Diese bieten Finanzprodukte wie z. B. Anlageportfolios, Zertifikate und Fonds jeglicher Art in Verbindung mit dem DJSI im Gesamtwert von ca. 6 Mrd. US-Dollar an.

## Geschichte
Aufgrund von wachsendem Interesse, seitens der Investoren auch ökologische und soziale Aspekte in ihre Investitionsentscheidungen einfließen zu lassen, entschieden sich Dow Jones Indexes und SAM zur Einführung nachhaltigkeitsorientierter Aktienindizes. Besonderes Augenmerk lag dabei auf der Entwicklung eines Indexes, welcher gut mit klassischen Aktienindizes, wie dem Dow Jones Global Index, vergleichbar ist. Damit unterschied sich der DJSI von bereits existierenden Öko-Indizes, wie zum Beispiel dem NAI oder dem DOMINI 400 Social Index. Im Laufe der letzten Jahre wuchs die DJSI-Familie kontinuierlich und umfasst nunmehr über 40 nach geographischen und wirtschaftlichen Gesichtspunkten unterschiedene Indizes. Nachfolgend sind die Daten der Einführung der wichtigsten DJS-Indizes angegeben:
- 8. September 1999: DJSI World durch die Kooperationspartner Dow Jones Verlagshaus, SAM gegründet
- 15. Oktober 2001: Kooperation mit STOXX Ltd.,[2] DJSI STOXX, DJSI EURO STOXX (nur Eurozone)
- 17. Februar 2005: AuSSI (Australian SAM Sustainability Index) – basiert auf DJSI World
- 23. September 2005: DJSI North America, DJSI United States
- 23. Januar 2006: Dow Jones Islamic Market Sustainability Index
- 31. Januar 2006: Blue-Chip-Indizes DJSI STOXX 40 und DJSI EURO STOXX 40
- 26. August 2008: Blue-Chip-Indizes DJSI World 80 und DJSI World ex US 80
- 26. August 2008: Blue-Chip-Indizes DJSI North America 40 und DJSI United States 40
- im August 2008: STOXX Ltd. scheidet als Kooperationspartner aus[1]

## Berücksichtigte Firmen
Das sogenannte Investmentuniversum (d. h. alle Firmen die für eine Aufnahme in Frage kommen) umfasst je nach betrachtetem Index die 2500 größten im Dow Jones Global Total Stock Market Index (DJGTSM) vertretenen Unternehmen. Für den DJSI North America werden die 600 größten nordamerikanischen Unternehmen des Dow Jones Global Index berücksichtigt. Diese enge Anlehnung an bestehende Aktienindizes erlaubt eine gute Vergleichbarkeit von wirtschaftlicher und nachhaltiger Entwicklung der Unternehmen.
Anschließend werden die Unternehmen in 58 Branchen eingeteilt. Die besten 10 % jeder Branche, gemessen an der Nachhaltigkeits-Performance, werden schließlich in den DJSI aufgenommen. Diese Methode wird auch als Best-in-Class-Ansatz bezeichnet. Ausgeschlossen sind alle Branchen, in denen das beste Unternehmen weniger als ein Fünftel des absoluten Maximalwertes erreicht.

## Kriterien
Die untersuchten Kriterien werden einerseits in ökonomische, ökologische und soziale Kriterien und andererseits in generelle und sektorspezifische Kriterien unterteilt. Jedem Kriterium sind weitere Unterkategorien zugeordnet, welche durch entsprechende Fragen bewertet werden. Jeder Antwortmöglichkeit ist ein Punktwert zugeordnet. Der von einer Firma erreichte Punktwert wird mit den Gewichtungen von Frage und Kriterium multipliziert. Die Gesamtpunktzahl errechnet sich dann aus der Summe dieser Produkte.
Es gelten weltweit für alle Unternehmen dieselben Kriterien, Fragen, Gewichtungen und Methoden. Es findet also keine geographische Unterscheidung statt. Allerdings werden die Kriterien und deren Gewichtungen im Zeitverlauf verändert und neuen Gegebenheiten angepasst.

### Generelle Kriterien
Insgesamt machen die branchenübergreifenden Kriterien 43 % des gesamten Fragebogens aus, der Rest setzt sich aus den branchenspezifischen Kriterien zusammen. Davon entfallen 18 % auf wirtschaftliche, 3 % auf ökologische und 22 % auf soziale Kriterien.
| Dimension      | Kriterium                          | Gewichtung | Unterkategorien (Bsp.)                                                        |
| -------------- | ---------------------------------- | ---------- | ----------------------------------------------------------------------------- |
| Wirtschaftlich | Unternehmensführung                | 6,0 %      | Managementvergütung, Transparenz                                              |
| Wirtschaftlich | Risiko- und Krisenmanagement       | 6,0 %      | Risikodefinition, Belastungstest                                              |
| Wirtschaftlich | Verhaltens-/ Antikorruptionsregeln | 6,0 %      | Geschäftsbeziehungen, Berichterstattung                                       |
| Ökologisch     | Umweltberichterstattung1           | 3,0 %      | Abdeckung, Genauigkeit                                                        |
| Sozial         | Personalentwicklung                | 5,5 %      | Lernprozesse, Talenterfassung                                                 |
| Sozial         | Anwerbung und Bindung von Talenten | 5,5 %      | Anteil leistungsabhängiger Bezahlung, Boni                                    |
| Sozial         | Arbeitspraxis                      | 5,0 %      | Beschwerdemanagement, öffentliche Verpflichtungen (z. B. Antidiskriminierung) |
| Sozial         | Corporate Citizenship              | 3,0 %      | Spendentätigkeit, Wohltätigkeit                                               |
| Sozial         | Sozialbilanz1                      | 3,0 %      | Abdeckung                                                                     |

1 Beurteilung nur auf Basis öffentlich zugänglicher Informationen

Stand September 2008

### Branchenspezifische Kriterien
Branchenspezifische Kriterien werden für jede Branche gesondert ermittelt. Dabei werden besondere Chancen und Risiken jeder Branche einzeln berücksichtigt. Diese unterscheiden sich zum Teil stark und haben auch einen Einfluss auf die Gewichtung der Dimensionen Wirtschaft, Ökologie und Soziales. Die Einteilung in Branchen und „Supersectors“ geschieht in Anlehnung an das Industry Classification Benchmark. Die aktuell Besten, gemessen an der Nachhaltigkeits-Performance, waren im September 2015 folgende „Industry Group Leaders“:
| Name                                      | Branche                          | Land           |
| ----------------------------------------- | -------------------------------- | -------------- |
| Bayerische Motoren Werke AG               | Automobil                        | Deutschland    |
| Westpac Banking Corp                      | Banken                           | Australien     |
| CNH Industrial NV                         | Investitionsgüter                | Großbritannien |
| SGS SA                                    | Professionelle Dienstleistungen  | Schweiz        |
| LG Electronics Inc                        | Konsumgüter                      | Südkorea       |
| Sodexo                                    | Konsumentendienstleistungen      | Frankreich     |
| UBS Group AG                              | Finanzdienstleistungen           | Schweiz        |
| Thai Oil PCL                              | Energie                          | Thailand       |
| METRO AG                                  | Lebensmittel und Verbrauchsgüter | Deutschland    |
| Unilever NV                               | Lebensmittel, Getränke und Tabak | Niederlande    |
| Abbott Laboratories                       | Gesundheit                       | USA            |
| Kao Corp                                  | Konsum- und Haushaltsgüter       | Japan          |
| Swiss Re AG                               | Versicherungen                   | Schweiz        |
| Akzo Nobel NV                             | Materialien                      | Niederlande    |
| Telenet Group Holding NV                  | Medien                           | Belgien        |
| Roche Holding AG                          | Pharma                           | Schweiz        |
| Stockland                                 | Immobilien                       | Australien     |
| Lotte Shopping Co Ltd                     | Einzelhandel                     | Südkorea       |
| Taiwan Semiconductor Manufacturing Co Ltd | Halbleiter                       | Taiwan         |
| Fujitsu Ltd                               | Software und Dienstleistungen    | Japan          |
| Alcatel-Lucent                            | Technologie Hardware             | Frankreich     |
| KT Corp                                   | Telekommunikation                | Südkorea       |
| Air France-KLM                            | Transport                        | Frankreich     |
| Gas Natural SDG SA                        | Utilities                        | Spanien        |

## Erfassungsmethodik / Verifikation
Für die Erfassung der relevanten Daten ist RobecoSAM zuständig. Diese hat einen Fragebogen entwickelt, welcher an die Unternehmen verschickt wird. Der von den Unternehmen selbst ausgefüllte Fragebogen ist die wichtigste Informationsquelle zur Bewertung der Unternehmen. Weitere Informationsquellen sind öffentlich zugängliche Dokumente wie Jahresberichte, Nachhaltigkeitsberichte oder Medienberichte sowie der direkte Kontakt mit den Unternehmen. Diese Medien und Stakeholder Analyse (MSA) beinhaltet eine Anzahl von Themen wie Korruption, illegale Praktiken, Menschenrechtsverletzungen, oder Umweltverschmutzungen von großem Ausmaß. RobecoSAM beobachtet die Berichterstattung über Unternehmen anhand einer vorsortierten Auswahl von RepRisk, einem Schweizer Anbieter von Risikodaten über Umwelt-, Sozial- und Governanceaspekte. Die erhaltenen Informationen werden sowohl intern von SAM, als auch extern überprüft und validiert. Dabei umfasst die interne Prüfung vor allem den Abgleich der verschiedenen Informationsquellen. Die externe Prüfung wird von dem Wirtschaftsprüfungsunternehmen Deloitte durchgeführt.

## Monitoring
Durch tägliches Monitoring kann ein Unternehmen auch jederzeit wieder aus dem Index ausgeschlossen werden. Dies geschieht allerdings nur bei Vorfällen, welche einen besonders starken Einfluss auf das Ansehen oder die Kerngeschäfte eines Unternehmens haben. Wenn solche Vorfälle eintreten, wird das Krisenmanagement des betreffenden Unternehmens bewertet und, falls dieses unzureichend ist, die Firma vom Index ausgeschlossen. Das Monitoring des Krisenmanagements erfolgt durch Auswertung von Medienberichten, Stakeholder-Informationen und sonstigen öffentlich zugänglichen Informationen.
Beispiele für solche Vorfälle sind:
- Geschäftspraktiken
  - Steuerhinterziehung
  - Geldwäsche
  - Korruption
- Menschenrechtsverletzungen
  - Diskriminierung
  - Zwangsumsiedlungen
  - Kinderarbeit
- Konflikte mit der Belegschaft
  - Massenentlassungen
  - Streiks
- Katastrophen / Unfälle
  - Umweltkatastrophen
  - Rückrufaktionen
  - Betriebsstörungen

## Kritik
Kritik an den DJSI richtet sich hauptsächlich gegen die Auswahl der Unternehmen sowie die Gewichtung der drei Dimensionen der Nachhaltigkeit und die Methodik der Erfassung.
Durch die Beschränkung auf die größten Unternehmen der relevanten Aktienindizes werden kleine und mittlere Unternehmen stark benachteiligt. So fanden beispielsweise Fowler und Hope heraus, dass der Anteil der Unternehmen im DJSI mit einer Marktkapitalisierung von mehr als 50 Mrd. Euro fast 50 % beträgt, während dieser Anteil im Dow Jones Global Index nur knapp 30 % beträgt. Durch diese Vorgehensweise fallen viele Unternehmen, die möglicherweise nachhaltiger wirtschaften, von vornherein aus der Betrachtung. Weiterhin wird kritisiert, dass keine Branchen generell ausgeschlossen werden. Dies bezieht sich insbesondere auf Unternehmen, welche ihre Gewinne in besonderem Maße aus der Ausbeutung der Natur oder aus der Waffenproduktion generieren. Dem lässt sich allerdings entgegenhalten, dass durch das Best-in-Class Prinzip auch in diesen Branchen Anreize zur Verbesserung gegeben werden.
Ein weiterer starker Kritikpunkt ist die Gewichtung der Kriterien. Zwar gibt die SAM an, die Gewichtung der Dimensionen entspräche jeweils einem Drittel, jedoch beträgt das Gewicht der ökologischen Kriterien nur 3 % nach Beantwortung aller branchenübergreifenden Fragen. Des Weiteren wurde bereits mehrmals die Methodik grundlegend geändert, wodurch bis dahin vorbildliche Konzerne aus dem Index verschwanden.